# Romowe

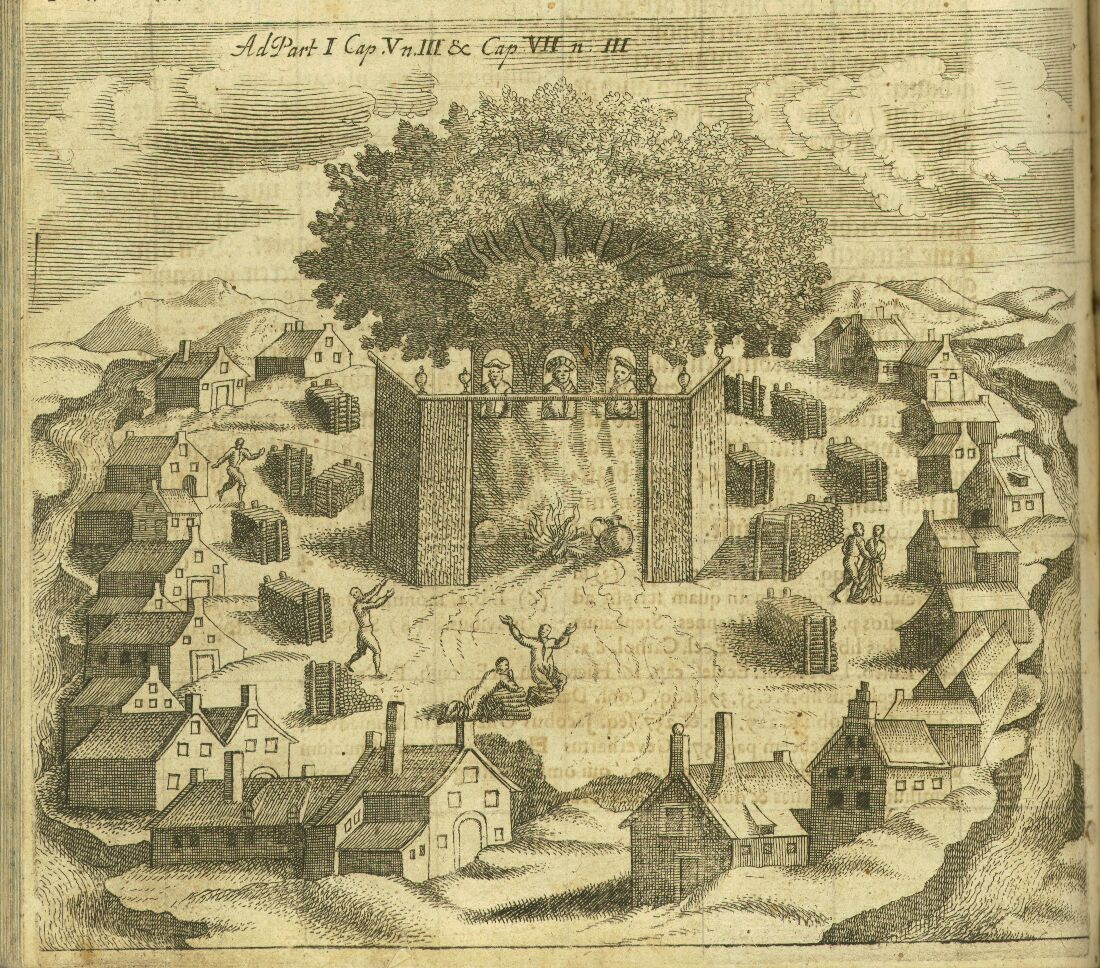
Die Eiche von Romove. Aus Christoph Hartknoch: Alt- und neues Preußen, 1684

Romowe, Romehnen oder Romayn war ein Kultmittelpunkt der baltischen Prußen.

## Lage
Es lag im Gebiet der Nadrauer, wahrscheinlich bei Lutschage, deutsch Schlossberg bei Ossokino (russisch Осокино), deutsch Groß Waldeck, im Rajon Bagrationowsk der Kaliningradskaja oblast.

## Schriftliche Erwähnungen
Ein Ort Romehnen oder Romayn wird nur von Peter von Dusburg 1326 in seiner Chronica Terrae Prussiae erwähnt. Es ist der Sitz des obersten religiösen Führers der Prußen, des Crywo Cyrwaito, der wie der Papst verehrt werde, denn ihm gehorchten nicht nur die Prußen, sondern auch die Litauer und Völker aus Livland.
Ende des 15. Jahrhunderts erwähnt Jan Długosz ein zentrales Heiligtum der Prußen.
Simon Grunau beschreibt um 1530 einen Ort Rickoyot, eine heilige stets grüne Eiche, wo die drei Götter  Patollo, Patrimpo und Perkuno verehrt worden seien. Dieses sei im Jahre 523 von Bruteno gestiftet worden, dem angeblich ersten Priester bei den Prußen.
Ob die Orte identisch waren, ist den Texten nicht zu entnehmen.